# سنت لئو (مینه‌سوتا)
سنت لئو، مینه‌سوتا (به انگلیسی: St. Leo, Minnesota) یک شهر در ایالات متحده آمریکا است که در شهرستان یلو مدیسن، مینه‌سوتا واقع شده‌است.

## خصوصیات
سنت لئو ۰٫۶۷ کیلومترمربع مساحت و ۱۰۰ نفر جمعیت دارد و ۳۴۲ متر بالاتر از سطح دریا واقع شده‌است.